# Hvarf-Heim
Hvarf-Heim (isl. hvarf – zniknięcie, przystań; heim – dom) – płyta islandzkiego zespołu Sigur Rós, wydana 5 listopada 2007 roku. Jest to dwupłytowe wydawnictwo. Pierwsza płyta zawiera 5 utworów, z czego trzy niepublikowane wcześniej, natomiast na drugi krążek składa się 6 piosenek w wersji akustycznej-koncertowej.

## Lista utworów

### Hvarf
1. Salka – 6:06 (Islandzka wersja imienia "Sarah" które oznacza też "Księżniczka")
2. Hljómalind (Poprzednio:"Rokklagið")– 4:53 (Nazwa islandzkiego sklepu z płytami Indie Rock.)
3. Í Gær – 6:22 ("Wczoraj")
4. Von (pochodzi z Von) – 9:12 ("Nadzieja")
5. Hafsól (pochodzi z Von; wersja z singla Hoppípolla) – 9:46 ("Morskie Słońce")

### Heim
1. Samskeyti – 5:20
2. Starálfur – 5:25
3. Vaka – 5:17
4. Ágætis byrjun – 6:35
5. Heysátan – 4:40
6. Von – 8:14